# Eladocagen exuparvovec
| Übersicht         | Übersicht                                                  |
| ----------------- | ---------------------------------------------------------- |
| Freiname          | Eladocagen exuparvovec                                     |
| Andere Namen      | rAAV2-hAADC, AGIL-AADC                                     |
| CAS-Nummer        | 2098615-91-7                                               |
| ATC-Code          | noch nicht zugewiesen                                      |
| Wirkstoffklasse   | noch nicht zugewiesen                                      |
| Ausgangsmaterial  | Adeno-assoziiertes Virus, Serotyp 2 (AAV 2) (Parvoviridae) |
| Verabreichungsweg | Intrazerebral                                              |
| Handelsname       | Upstaza (PTC Therapeutics International)                   |

Eladocagen exuparvovec ist ein gentherapeutisch wirksamer Arzneistoff zur Behandlung eines AADC-Mangels, einer äußerst seltenen erblichen Erkrankung des zentralen Nervensystems. Aufgrund einer Genmutation fehlt den Betroffenen das Enzym aromatische-L-Aminosäure-Decarboxylase (AADC). Das Arzneimittel wurde unter dem Namen Upstaza im Juli 2022 in der Europäischen Union zugelassen zur Behandlung von Patienten im Alter ab 18 Monaten mit gesicherter Diagnose und einer schweren Krankheitsausprägung.
Eladocagen exuparvovec ist ein gentechnisch modifiziertes Virus (viraler Vektor), das nicht vermehrungsfähig ist und eine DNA enthält, die die Bildung menschlicher AADC bewirkt. Die Anwendung erfolgt über die einmalige Infusion in das Putamen, einer Region des Großhirns (intrazerebral).

## Hintergrund
AADC-Mangel ist eine sehr seltene  genetische Erkrankung, die sich typischerweise innerhalb des ersten Lebensjahres manifestiert. Der Mangel wird durch Veränderungen in dem Gen verursacht, das für die Bildung des Enzyms AADC verantwortlich ist. AADC wird benötigt, um bestimmte Substanzen zu produzieren, die für das normale Funktionieren des Gehirns und der Nerven lebenswichtig sind, darunter Dopamin und Serotonin. Sie werden von Zellen im Gehirn und im Nervensystem für die Signalübertragung benötigt und sind entscheidend für die Entwicklung motorischer Funktionen.
Patienten mit AADC haben typischerweise Entwicklungsverzögerungen, einen schwachen Muskeltonus und vermögen die Bewegung ihrer Gliedmaßen nicht zu kontrollieren. AADC-Mangel ist eine chronische, schwächende und lebensbedrohliche Erkrankung, da sie zu multiplem Organversagen führen kann. AADC-Mangel geht ferner mit geistiger Behinderung, Reizbarkeit und einem hohen Sterberisiko im ersten Lebensjahrzehnt einher.

AADC kalatysiert die Decarboxylierung von L-DOPA zum Neurotransmitter Dopamin

Jüngsten Schätzungen zufolge betrifft diese Erkrankung 1 von 118.000 Menschen in der EU. Bislang gab es keine zugelassenen Therapien zur Behandlung von AADC-Mangel. Den Patienten wurden unterstützende Behandlungen angeboten, um die Symptome zu behandeln, ohne die zugrunde liegende Ursache der Krankheit anzugehen.
Eladocagen exuparvovec ist die erste Option für eine ursächliche Behandlung des AADC-Mangels.

## Eigenschaften
Eladocagen exuparvovec ist ein rekombinantes, nicht-replizierendes Adeno-assoziiertes Virus vom Serotyp 2 (AAV2-Vektor), das ein cDNA-Transkript der Dopa-Decarboxylase (DDC, AADC)-Variante 2 enthält. Es kodiert, unter der Kontrolle des CMV-Promotors (IE) und des SV40-Poly-A-Transkriptionsterminators, für die Isoform 1 der menschlichen aromatischen L-Aminosäure-Decarboxylase.
Insgesamt besteht das vom Wildtyp-AAV2-Kapsid umkapselte DNA-Konstrukt aus folgenden Einheiten:
einem Cytomegalovirus-intermediate-early-promotor (CMV-IEP-Promotor),
humanen Beta-Globin-Partial-Intron 2 / Partial-Exon 3 (HBG2/3),
unmodifizierter humaner DDCcDNA (dies ist das gene of interest, GOI; das gewünschte Gen),
einem polyadenylierten Teil (Poly-A-Schwanz) und einem terminalen Inverted-repeat-Linker (ITR-Linker).
Die gesamte Sequenz wird von AAV2-Inverted-terminal-repeats (ITR) flankiert.

## Wirkmechanismus

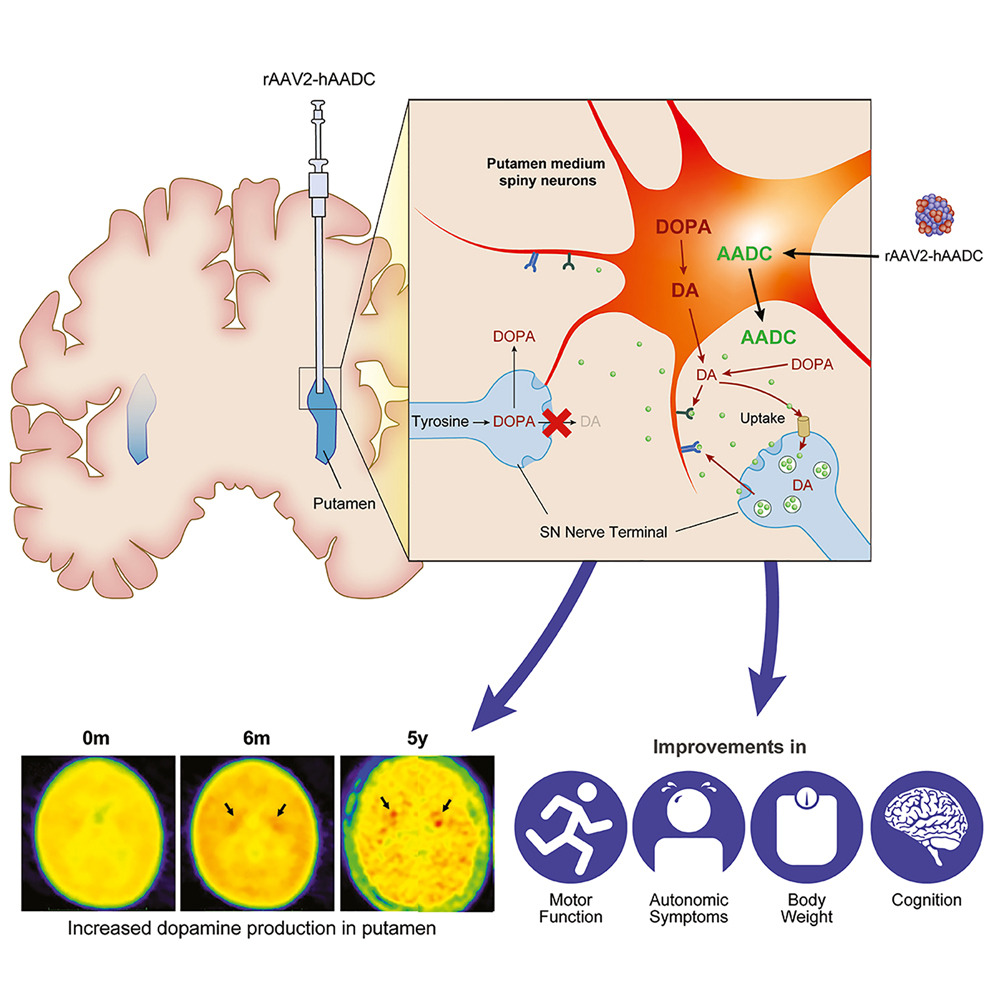
Eladocagen exuparvovec wird in das Putamen infundiert und von den Nervenzellen aufgenommen. Dort bewirkt das DDC-Transgen die Bildung von aromatischer L-Aminosäure-Decarboxylase (AADC), die die Decarboxylierung von DOPA zu Dopamin (DA) katalysiert, einem wichtigen Neurotransmitter.

Nach der Verabreichung in das Putamen (intraputaminale Infusion) erfolgt die Internalisierung von Eladocagen exuparvovec durch Endozytose in die Neuronen. Das Viruskapsid wird endosomal-lysosomal abgebaut und das freiwerdende Virusgenom in den Zellkern transloziert. Dort verbleibt das DDC-Transgen und bewirkt die Expression von AADC. Durch die Aktivität der AADC kann aus der Botenstoffvorstufe DOPA durch Decarboxylierung nun wieder Dopamin hergestellt werden, was zu einer Verbesserung der motorischen Funktion bei den Patienten führen soll.

## Anwendung
Upstaza ist angezeigt für die Behandlung von Patienten im Alter ab 18 Monaten mit einer klinisch, molekularbiologisch und genetisch bestätigten Diagnose eines Aromatische-L-Aminosäure-Decarboxylase-(AADC)-Mangels mit einem schweren Phänotyp.
Es wird mittels bilateraler (zweiseitiger) intraputaminaler Infusion während einer chirurgischen Sitzung in zwei Bereiche pro Putamen verabreicht. Dazu werden vier separate Infusionen in das rechte anteriore, das rechte posteriore, das linke anteriore und das linke posteriore Putamen verabreicht.

## Zulassung
Da es sich bei Eladocagen exuparvovec um ein Arzneimittel für neuartige Therapien handelt, stützt sich die Zulassungsempfehlung der EMA auf eine Bewertung durch den Ausschuss für neuartige Therapien (CAT).
Sie basiert auf den Ergebnissen von drei Studien mit 28 Kindern im Alter zwischen 18 Monaten und 8 Jahren und mit über 6 Monate schwerem AADC-Mangel, der durch eine genetische Diagnose bestätigt wurde. Alle Studien wurden mit einem entblindeten Einzelarm durchgeführt unter Verwendung von Kontrolldaten aus bereits veröffentlichten Studien als Vergleichsmaßstab. Die wichtigsten positiven Effekte, die bei den Studienteilnehmern erreicht wurden, waren die Kontrolle der Kopfhaltung und die Fähigkeit, ohne Hilfe zu sitzen.
Die am häufigsten berichteten Nebenwirkungen waren erhöhte Körpertemperatur (Pyrexie) und unwillkürliche, unregelmäßige Bewegungen (Dyskinesie). Die Mehrheit der berichteten Nebenwirkungen war leicht oder mittelschwer.
Eladocagen exuparvovec ist ein Orphan-Arzneimittel und wurde unter „außergewöhnlichen Umständen“ (exceptional circumstances) zugelassen. Das bedeutet, die Zulassung wurde vorbehaltlich bestimmter spezifischer Verpflichtungen erteilt, was der Fall ist, wenn der Antragsteller nachweisen kann, dass er aufgrund der Seltenheit der Erkrankung, für die das Arzneimittel bestimmt ist, begrenzter wissenschaftlicher Erkenntnisse in dem betreffenden Bereich oder ethischer Erwägungen nicht in der Lage ist, umfassende Daten über die Wirksamkeit und Sicherheit des Arzneimittels vorzulegen.